# Kunerma
Kunerma (in russo Кунерма?) è un insediamento di tipo urbano della Russia, situato nell'Oblast' di Irkutsk.
Il paese, ormai quasi spopolato, si trova lungo la linea della ferrovia Bajkal-Amur.